# 16646 Sparrman
16646 Sparrman è un asteroide della fascia principale. Scoperto nel 1993, presenta un'orbita caratterizzata da un semiasse maggiore pari a 2,3459199 UA e da un'eccentricità di 0,0790131, inclinata di 6,55907° rispetto all'eclittica.